# Stratocumulus

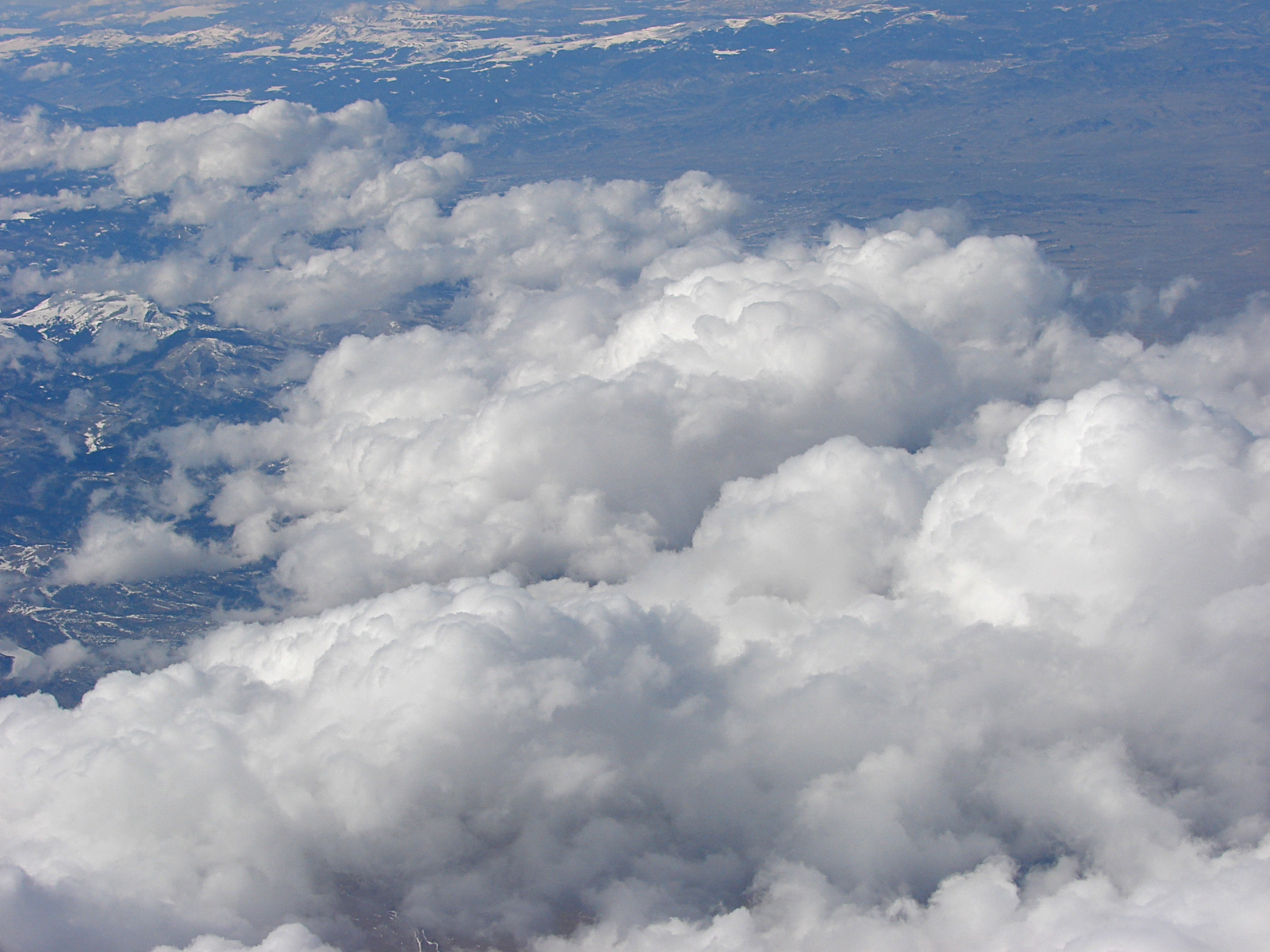
Stratocumulus shora

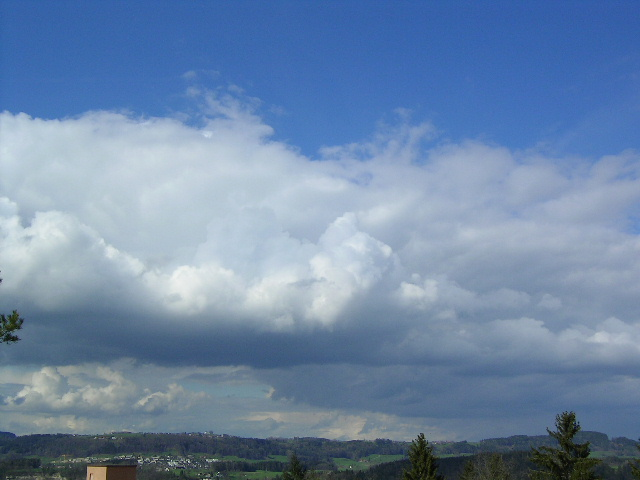
Stratocumulus cumulogenitus

Stratocumulus (Sc) či slohová kupa je oblak, nesoucí známky vertikálního vývoje. Řadíme jej k oblakům nízkého patra. Vyskytuje se ve výškách od několika desítek nebo stovek metrů nad zemí až do výšky kolem dvou kilometrů. Má podobu kupovitých valounů nebo peřin, často šedé barvy. Někdy může zatahovat celou oblohu a mohou z něho vypadávat srážky. Stratocumulus vzniká rozpadem jiného druhu oblaku díky turbulentnímu proudění – nejčastěji z typu cumulus. Je složený většinou z vodních kapiček, někdy s příměsí ledových krystalků.